# Зверева, Галина Ивановна
Галина Ивановна Зверева (род. 1944) — советский и российский историк, доктор исторических наук, профессор, декан факультета культурологии РГГУ.

## Биография
Родилась в 1944 году. Окончила исторический факультет Московского государственного университета им. М. В. Ломоносова. После окончания университета проработала несколько лет преподавателем в Бурятском государственном педагогическом институте (Улан-Удэ).
В 1972 году защитила кандидатскую диссертацию «Политика британского правительства в Шотландии в 1960-е годы». С 1972 года работает в МГИАИ, преобразованном в 1991 году в РГГУ, в должности доцента кафедры всеобщей истории. С 1989 года по 1991 год заведовала кафедрой музеологии факультета истории искусства. С 1991 года заведует кафедрой истории и теории культуры РГГУ.
В 1998 году защитила диссертацию на соискание ученой степени доктора исторических наук «Британская историография в контексте академической культуры XX века».
С 2018 года — декан факультета культурологии РГГУ.
Дочь — Вера Владимировна Зверева, историк-медиевист, автор ряда работ о средневековых интеллектуалах в контексте эпохи, также специалист по современной массовой культуре.

## Научно-организационная деятельность
Г. И. Зверева — один из создателей и председатель Учебно-методической комиссии по культурологии Совета УМО по образованию в области историко-архивоведения вузов РФ. Данная комиссия объединяет более 60 российских вузов.
С конца 1990-х годов по настоящее время один из руководителей разработки государственных образовательных стандартов первого, второго и третьего поколения по специальности и направлению «Культурология».
В конце 1990-х годов разработала оригинальный курс «Методика преподавания теории и истории культуры».
Председатель диссертационного совета РГГУ по культурологии.
Член редакционных коллегий шести рецензируемых научных журналов.
Автор около 200 научных трудов.

## Взгляды
Г. И. Зверева выступает против сведения культурологии к аккумулированию сведений о культуре. Вместо этого она утверждает, что культурология имеет собственный предмет — культурно-историческое измерение человеческого существа, ощущение человеком себя в истории, способы взаимодействия с другими людьми через чувство истории. Поэтому культуролог прежде всего должен понимать изменчивость представлений о прошлом и настоящем, и также уметь применять достижения современных cultural studies, вскрывающих социальные механизмы культурных предпочтений.

## Основные труды
Зверева Г. И. История Шотландии: Учеб. пособие для вузов. М., 1987. 207 с.
Зверева Г. И. (в соавторстве). Историография истории нового и новейшего времени стран Европы и Америки. М., 2000.
Зверева Г. И. Дискурсивная реальность: культура знания в информационном обществе. М., 2006.